# E-mart

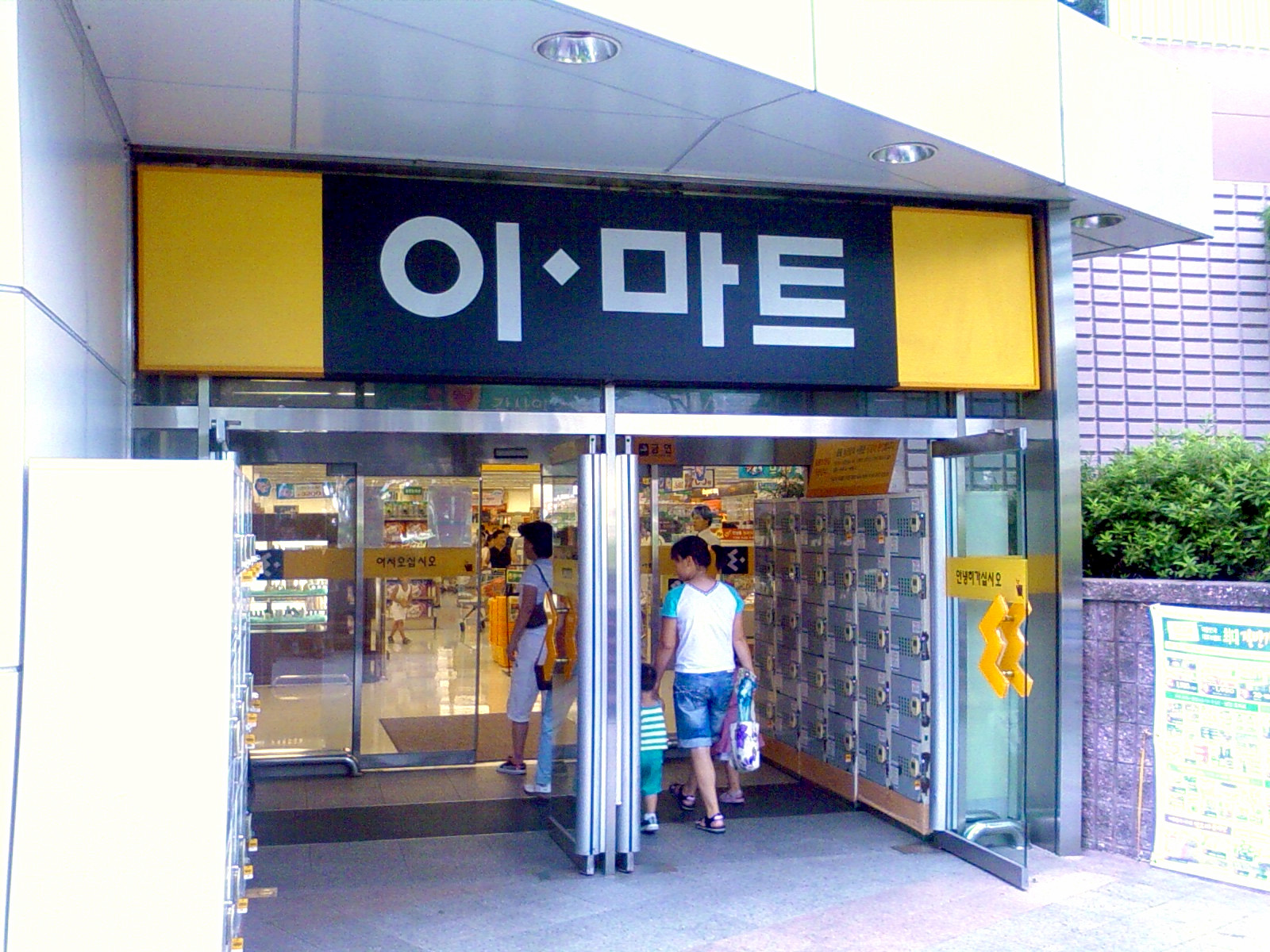
E-mart en Changwon.

Emart (hangul: 이마트) es una de las mayores cadenas de supermercados de Corea del Sur. Fundada el 12 de noviembre de 1993 por Shinsegae, siendo la primera tienda de descuento en Corea del Sur.
Posee 178 locaciones en Corea del Sur, 15 en China, 2 in Mongolia, y una en Vietnam.